# União de Judô da Oceania
A União de Judô da Oceania (em inglês:  Oceania Judo Union (OJU) é o órgão governamental de judô na Oceania. Ela é membra do órgão mundial do esporte Federação Internacional de Judô (FIJ). A sua fundação é datada de 16 de fevereiro de 2009 e a sede se localiza no Taiti, na Polinésia Francesa.
Atualmente, 20 nações fazem parte da federação, que possui como presidente Rehia Davio e como secretário Robert Ivers.